# Bohdašín
Bohdašín är en ort i Tjeckien. Den ligger i den nordöstra delen av landet, 130 km öster om huvudstaden Prag. Bohdašín ligger 474 meter över havet och antalet invånare är 236.
Terrängen runt Bohdašín är kuperad åt nordost, men åt sydväst är den platt. Terrängen runt Bohdašín sluttar västerut.Runt Bohdašín är det ganska tätbefolkat, med 111 invånare per kvadratkilometer. Närmaste större samhälle är Nové Město nad Metují, 5,3 km väster om Bohdašín. Omgivningarna runt Bohdašín är en mosaik av jordbruksmark och naturlig växtlighet.